# Mas Gori
Mas Gori és un edifici de Vilajuïga (Alt Empordà) inclòs a l'Inventari del Patrimoni Arquitectònic de Catalunya.

## Descripció
És a l'est del nucli urbà de Vilajuïga, al paratge del mas d'en Satlle. S'hi accedeix mitjançant un trencall a mà esquerra des de la carretera GI-610, en direcció a la població de Pau.
És un mas format per diversos cossos adossats, que li proporcionen una planta més o menys rectangular. El nucli central de l'edifici està format un gran cos de planta quadrada, a manera de torre, amb la coberta plana que presenta quatre finestres d'arc de mig punt, a la part superior de l'estructura. Al sud hi ha l'edifici principal, que és de planta rectangular i té la coberta a dues vessants de teula i està format per planta baixa, pis i altell. Des de la primera planta té sortida a una àmplia terrassa, que ocupa tot el costat oest de l'edifici. Aquest cos presenta, a la planta baixa, dues grans arcades bastides amb pedra i morter. Adossat al sud de l'edifici principal hi ha un altre petit cos, amb terrassa a la part superior, i al nord, una crugia rectangular i coberta a dues aigües. A partir d'aquest nucli, la masia va créixer força en direcció oest, amb diversos cossos adossats de construcció contemporània.

## Història
La sala de festa i exposicions Le Rachdingue va ser inaugurada aquí el 1968 amb la participació i patronatge directe de Dalí, que va escriure el seu nom a les parets. Anys més tard va ser aquí on va fer el llançament internacional del perfum amb el seu mateix nom.
A tall d'anècdota s'ha d'esmentar que el nom "Le Rachdingue" és el títol del llibre de l'escriptor Henri François Rey, íntim amic de Dalí.